# Maoricicada mangu
Maoricicada mangu är en insektsart. Maoricicada mangu ingår i släktet Maoricicada och familjen cikador.

## Underarter
Arten delas in i följande underarter:
- M. m. celer
- M. m. gourlayi
- M. m. mangu
- M. m. multicostata